# Lucky (пісня)
Lucky — пісня англійського рок-гурту Radiohead, вперше випущена на The Help Album, благодійній збірці 1995 року, організованій благодійною організацією War Child. «Lucky» була записана за п'ять годин з продюсером Найджелом Ґодрічем. Radiohead включили її до свого третього студійного альбому, OK Computer (1997), і випустили як сингл у Франції в грудні 1997 року.

## Запис
У 1995 році Radiohead вирушили в турне, просуваючи свій другий альбом The Bends. Під час саундчеків перед концертами в Японії гітарист Ед О'Браєн створив високочастотний звук, граючи у верхній частині гітарного грифу. Гурт розвинув цей звук у пісню «Lucky», яка стала частиною сет-листа.
Приблизно в цей час продюсер Браян Іно попросив Radiohead записати пісню для благодійної збірки The Help Album, організованої благодійною організацією War Child. Альбом мав бути записаний за один день, 4 вересня 1995 року, і випущений того ж тижня. Radiohead записали «Lucky» за п'ять годин з звукоінженером Найджелом Ґодрічем, який допомагав продюсеру Джону Лекі з альбомом The Bends і продюсував кілька бі-сайдів Radiohead. Ґодріч став продюсером їхнього третього альбому, OK Computer. Він сказав про сесію роботи над Help Album: «Такі речі надихають найбільше, коли ти робиш все дуже швидко і нічого не втрачаєш. Ми пішли звідти, відчуваючи досить сильну ейфорію».
Пізніше Йорк сказав, що «Lucky» сформував звучання та настрій OK Computer: «„Lucky“ вказувала на те, що ми хотіли зробити. Це було як перша позначка на стіні».

## Трек-лист
| #     | Назва                                        | Тривалість |
| ----- | -------------------------------------------- | ---------- |
| 1.    | «Lucky»                                      | 4:19       |
| 2.    | «Meeting in the Aisle»                       | 3:10       |
| 3.    | «Climbing Up the Walls (Fila Brazillia Mix)» | 6:24       |
| 13:53 |                                              |            |

## Персоналії
Radiohead
- Колін Ґрінвуд
- Джонні Ґрінвуд
- Ед О'Браєн
- Філ Селвей
- Том Йорк

Продакшн
- Стенлі Донвуд — дизайн
- Найджел Ґодріч — продюсування, звукоінженер